# Fresatrice agricola

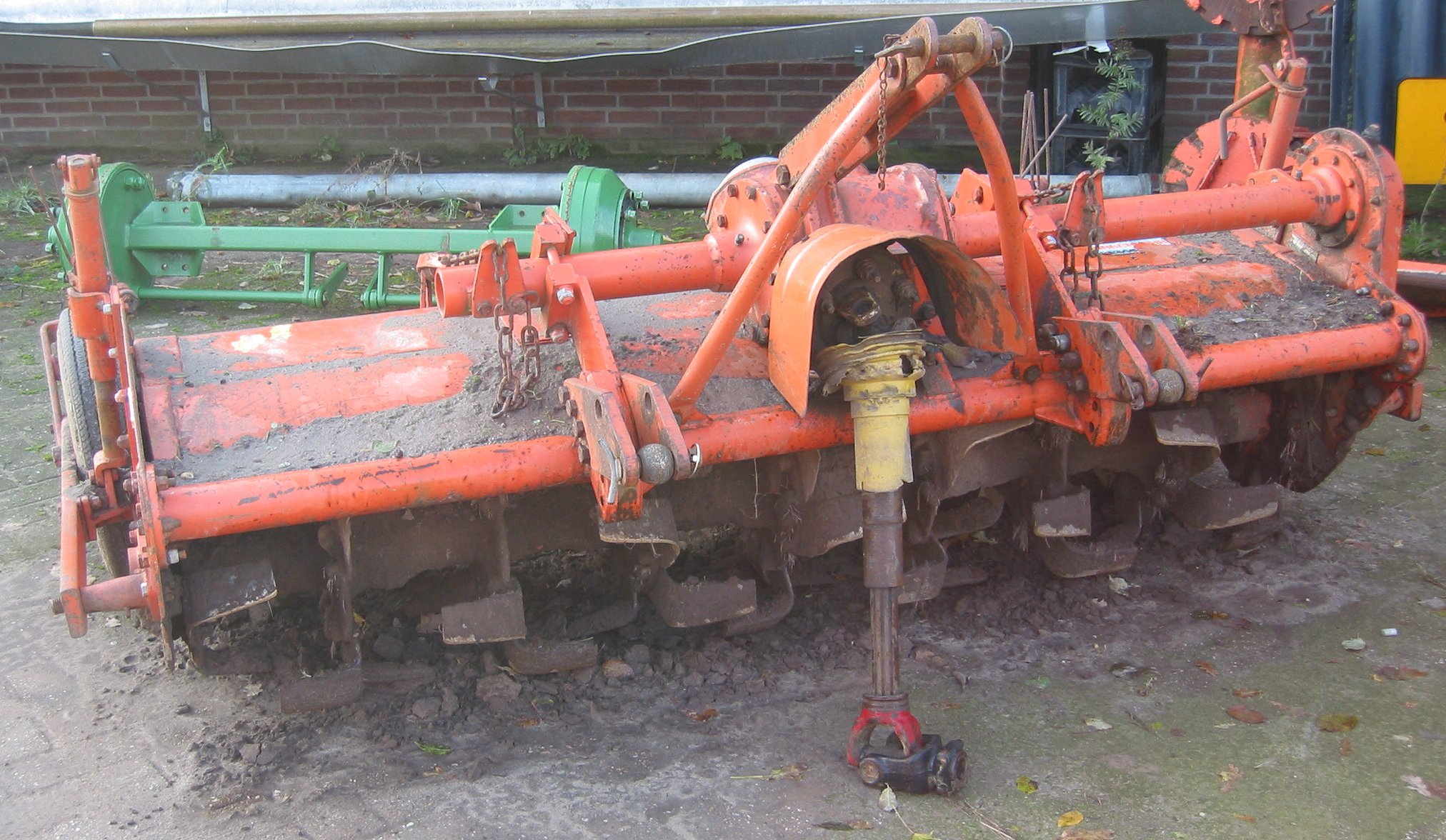
Fresatrice agricola. Tipo portato dal trattore, adatto per lavori in pieno campo su grandi e medie superfici

- La fresatrice agricola o fresa o zappatrice rotativa è una macchina agricola usata per la lavorazione del terreno. È costituita da un telaio munito di un albero rotante, su cui sono inseriti gli organi lavoranti (lame o zappette) dette coltelli. Nella fresatrice propriamente detta i coltelli sono elastici, mentre nella zappatrice rotativa sono rigidi. Nella parte posteriore della macchina è presente una lamiera detta carter, che serve ad impedire che le zolle di terreno smosse dai coltelli siano scagliate a distanza.

La fresatrice o zappatrice viene usata per la fresatura, che viene effettuata sia come lavoro preparatorio alla semina, per sminuzzare il terreno dopo l'aratura, sia come lavoro di coltivazione successivo alla semina, per eliminare le erbe infestanti. Questa macchina è trainata da un trattore agricolo o portata dallo stesso mediante l'attacco a tre punti; l'albero rotante è mosso dalla presa di potenza del trattore. Le fresatrici di piccola potenza possono essere attaccate ad un motocoltivatore. Alcuni modelli di fresatrice sono dotati di un meccanismo di spostamento laterale e possono essere utilizzati lateralmente rispetto al trattore; nei vigneti e frutteti, i modelli con spostamento laterale permettono una migliore lavorazione tra i filari. 
La fresatrice può essere dotata di un attacco dove agganciare altre macchina operatrici, come il rullo compattatore o la seminatrice.